# Птахи наших надій
Птахи наших надій — радянський художній фільм 1976 року, знятий на кіностудії «Узбекфільм».

## Сюжет
Тридцятирічний кінооператор Амір до всього в житті відноситься легко — у нього є все, що потрібно для щастя: цікава робота, багато друзів, віддана подруга Лія. Герой не поспішає узаконити з коханою відносини — краще, ніж є, не буває. Але несподівано помирає Лія. Ця трагічна подія змушує Аміра вперше прийняти серйозне рішення — він усиновляє сина жінки, з якою був щасливий.

## У ролях
- Юрій Каморний — Амір
- Наталія Сайко — Лія
- Ірина Печерникова — Діна
- Нургази Сидигалієв — Тимур, син Лії
- Меліс Абзалов — Меліс
- Лютфі Саримсакова — бабуся Аміра
- Шухрат Іргашев — Шустік
- Бахтійор Іхтіяров — епізод
- Пулат Саїдкасимов — епізод
- Аслан Рахматуллаєв — епізод

## Знімальна група
- Режисер — Ельйор Ішмухамедов
- Сценаристи — Ельйор Ішмухамедов, Рудольф Тюрін
- Оператор — Давран Салімов
- Композитор — Євген Ширяєв
- Художники — Анатолій Шибаєв, Едуард Аванесов